# Electronicore
Electronicore (jiné názvy: synthcore nebo electronic hardcore) označuje fúzi žánrů post-hardcore a metalcore s elektronickou hudbou, a to především electronic. Významní interpreti tohoto žánru pocházejí především z Anglie, USA, Kanady, Francie a Hongkongu.

## Charakteristika
Electronicore je charakterizován použitím typických post-hardcorových hudebních nástrojů, metalcorem ovlivněných breakdownů, častým používáním sekvencerů, syntezátoru auto-tune zpěvem a screamingu. Žánr často obsahuje skladby s dynamickými změnami od jemných electronica balad po intenzivní metalcorové pasáže. Kromě žánru electronica může tato fúze žánrů začleňovat několik dalších elektronických hudebních žánrů jako techno, trance, dubstep, electro a dance.

## Seznam významných interpretů
- Abandon All Ships[2][10]
- Arsonists Get All the Girls[15]
- Asking Alexandria[2][8][9]
- Ashley Scared The Sky
- Attack Attack![2][16]
- Capture The Crown
- Chunk! No, Captain Chunk![11]
- Crossfaith[17]
- Enter Shikari[18][13]
- Eskimo Callboy
- Fail Emotions
- Fear, and Loathing in Las Vegas
- For All Those Sleeping
- Helia
- I See Stars[2][4][5][6]
- Jamie 's Elsewhere[19]
- Make Me Famous
- Sirens
- Tasters
- We Butter the Bread with Butter[20][21]
- Woe, Is Me[11]